# Communauté de communes Haut-Jura Arcade
Pour les articles homonymes, voir Arcade.
La communauté de communes Haut-Jura Arcade est une communauté de communes française située dans le département du Jura, en Franche-Comté, dans la région administrative Bourgogne-Franche-Comté.

## Historique
- 1994 : création de la communauté de communes Haut-Jura Arcade, regroupant 4 communes : Morez, Morbier, Tancua et Lézat.
- 1996 : adhésion de Longchaumois.
- 1er janvier 2007 : la commune de Tancua fusionne avec Morbier, ramenant le nombre total de communes à 4.
- 2013 : Bellefontaine et La Mouille rejoignent la communauté de communes, qui comporte alors 6 communes.
- 1er janvier 2016 : création de la commune de Hauts de Bienne par fusion de trois communes ; la communauté de communes rassemble de nouveau 4 communes.

## Composition
La communauté de communes est composée des 4 communes suivantes :

| Nom                     | Code Insee | Gentilé       | Superficie (km2) | Population (dernière pop. légale) | Densité (hab./km2) |
| ----------------------- | ---------- | ------------- | ---------------- | --------------------------------- | ------------------ |
| Hauts de Bienne (siège) | 39368      |               | 23,48            | 5 099 (2022)                      | 217                |
| Bellefontaine           | 39047      | Bellifontains | 24,71            | 494 (2022)                        | 20                 |
| Longchaumois            | 39297      | Chaumerands   | 57,6             | 1 133 (2022)                      | 20                 |
| Morbier                 | 39367      | Morberands    | 41,58            | 2 371 (2022)                      | 57                 |

## Démographie
| 1968  | 1975  | 1982  | 1990   | 1999   | 2010  | 2016  | 2022  |
| ----- | ----- | ----- | ------ | ------ | ----- | ----- | ----- |
| 9 019 | 9 633 | 9 939 | 10 843 | 10 408 | 9 607 | 9 400 | 9 097 |

## Compétences
- Aménagement de l'espace
- Développement économique
- Gestion d'un office de tourisme intercommunal

- Protection et la mise en valeur de l'environnement
- Logement et du cadre de vie
- Équipements culturels et sportifs
- Politique culturelle communautaire
- Transport périscolaire
- Gestion unifiée du personnel des services techniques.